# Greg Bird (baseball)
Pour les articles homonymes, voir Greg Bird.
Gregory Paul Bird (né le 9 novembre 1992 à Aurora, Colorado, États-Unis) est un joueur de premier but qui a joué pour les Yankees de New York de la Ligue majeure de baseball entre 2015 et 2019.

## Carrière

### Ligues mineures
Greg Bird est repêché par les Yankees de New York au 5e tour de sélection en 2011. Bird joue alors au poste de receveur pour l'équipe de son école secondaire, Grandview High School à Aurora au Colorado, mais devient joueur de premier but à son entrée dans les ligues mineures. Il signe en août 2011 son premier contrat professionnel avec les Yankees, et perçoit une prime à la signature d'un montant de 1,1 million de dollars.
En 2013, il est nommé meilleur joueur de position dans le réseau de clubs affiliés des Yankees après une saison chez les RiverDogs de Charleston, le club-école de niveau A de la franchise dans la South Atlantic League, où il maintient une moyenne de présence sur les buts de ,428 avec 107 buts-sur-balles, en plus de compiler 20 coups de circuit, 84 points marqués et 84 points produits. Il est nommé joueur par excellence de la saison 2014 de la Ligue d'automne d'Arizona après s'être aligné avec les Scorpions de Scottsdale.
Bird amorce la saison 2015 au niveau Double-A des ligues mineures et gradue en cours d'année dans le Triple-A. Il est si haut dans l'estime des Yankees que ceux-ci affirment à l'approche de la date limite des échanges de juillet 2015 qu'il est hors de question de le transférer à une autre équipe. Bird est rappelé pour la première fois par les Yankees en août 2015 alors qu'il affiche une moyenne au bâton de ,301 à ses 34 premiers matchs pour les RailRiders de Scranton/Wilkes-Barre, à l'échelon le plus élevé des mineures.

### Yankees de New York
Greg Bird fait ses débuts dans le baseball majeur avec les Yankees de New York le 13 août 2015 face aux Indians de Cleveland. Appelé à remplacer Mark Teixeira, blessé, au premier but pour le reste de la saison, il impressionne par sa puissance au bâton avec 11 coups de circuit et une moyenne de puissance de ,529 en 46 matchs des Yankees. À son second match en carrière le 15 août 2015, il frappe son premier coup sûr, aux dépens du lanceur LaTroy Hawkins des Blue Jays de Toronto. Le 19 août suivant, il claque ses deux premiers circuits dans les majeures face au lanceur Ervin Santana des Twins du Minnesota.
Le 1er février 2016, les Yankees annoncent qu'une blessure à l'épaule droite subie en mai 2015 et réapparue et que Bird devra subir une intervention chirurgicale qui lui fera rater toute la saison 2016.
De retour au jeu en 2017, Bird connaît une saison difficile avec une moyenne au bâton d'à peine ,190 en 48 matchs des Yankees.
Le 8 octobre 2017, Bird frappe un coup de circuit pour donner aux Yankees une victoire de 1-0 sur Cleveland dans le 3e match de la Série de divisions entre les deux clubs, évitant à son équipe l'élimination au Yankee Stadium.